# Maliele Lesoetsa
Maliele Lesoetsa (* 30. Mai 1974) ist ein lesothischer Fußballspieler. Zur Qualifikation für die Fußball-Weltmeisterschaft 2006 bestritt er ein Länderspiel für die lesothische Fußballnationalmannschaft. Er spielte bei der lesothischen Mannschaft Royal Lesotho Defence Force.